# WebM
WebM multimediecontaineren (en) er et Google-sponsoreret open source projekt udgivet under en BSD-style licens. 
WebM er baseret på Matroska (MKV) multimedie-containerformatet. Containeren understøtter i modsætning til Matroska derfor kun video-kodningsmetoderne, VP8 (udviklet af On2), VP9 (en) udviklet af Google eller AV1 (en) udviklet af Alliance For Open Media (en) samt én af de to åbne lydkodningsmetoder Vorbis eller Opus.. 
Formatet understøttes af webbrowserne Edge, Chrome, Firefox, Opera samt Android OS siden hhv. 2015, 2010, 2011, 201? og 2013. Apples Safari webbrowser samt iOS/iPadOS har understøttet formatet siden 2021.  

## Historie
WebM blev annonceret af Google i 2010. Målet var at skabe et åbent og royalty frit videoformat som alternativ til den patenterede og licensbehæftede MPEG4 standard, som understøtter højkvalitets videokompression til brug med HTML5-video i webbrowsere.